# ITU G.992.3/4
G.992.3 (также G.dmt.bis или ADSL2) — Рекомендация Сектора стандартизации электросвязи МСЭ (МСЭ-Т), расширяющая возможности базовой технологии ADSL до указанных ниже скоростей передачи данных:
- по направлению к абоненту — до 12 Мбит/с (все устройства ADSL2 должны поддерживать скорость до 8 Мбит/c);
- по направлению от абонента — до 3,5 Мбит/с (все устройства ADSL2 должны поддерживать скорость до 800 кбит/с).

Фактическая скорость может варьироваться в зависимости от качества линии.
G.992.4 (также G.lite.bis) — Рекомендация МСЭ-Т для технологии ADSL2 без использования сплиттера. Требования к скорости составляют 1,536 Мбит/с по направлению к абоненту и 512 кбит/с в обратную сторону.

## Дополнения ADSL2
ADSL2 имеет несколько режимов, позволяющих провайдерам предоставлять услуги более высокого качества в зависимости от условий. Ниже приведены несколько режимов, определённых в указанных выше стандартах:
- Annex A — сервис xDSL, работающий по линиям обычной телефонной сети;
- Annex B — сервис xDSL, работающий поверх ISDN;
- Annex M — увеличенная скорость потока по направлению от абонента (3,3 Мбит/c вместо обычных 1,4 Мбит/c).